# Думерсторф
Думерсторф (њем. Dummerstorf) општина је у њемачкој савезној држави Мекленбург-Западна Померанија. Једно је од 59 општинских средишта округа Бад Доберан. Према процјени из 2010. у општини је живјело 7.329 становника. Посједује регионалну шифру (AGS) 13051089.

## Географски и демографски подаци
Думерсторф се налази у савезној држави Мекленбург-Западна Померанија у округу Бад Доберан. Општина се налази на надморској висини од 43 метра. Површина општине износи 119,9 km². У самом мјесту је, према процјени из 2010. године, живјело 7.329 становника. Просјечна густина становништва износи 61 становника/km².